# Campeonato Europeo de Atletismo en Pista Cubierta de 1972
El III Campeonato Europeo de Atletismo en Pista Cubierta se celebró en Grenoble (Francia) entre el 11 y el 12 de marzo de 1972 bajo la organización de la Asociación Europea de Atletismo (AEA) y la Federación Francesa de Atletismo.
Las competiciones se llevaron a cabo en el Palacio de los Deportes de la ciudad francesa. Participaron 263 atletas de 23 federaciones nacionales afiliadas a la AEA.

## Resultados

### Masculino
| Evento                    | Oro                                                                                                 | Plata                                                                                       | Bronce                                                                                               |
| ------------------------- | --------------------------------------------------------------------------------------------------- | ------------------------------------------------------------------------------------------- | --- |
| 50 m (11.03)              | Valeri Borzov Unión Soviética 5,75 s                                                                | Aleksandr Korneliuk Unión Soviética 5,81 s                                                  | Vasílios Papageorgopoulos · Grecia · 5,82 s                                                          |
| 400 m (12.03)             | Georg Nückles Alemania Occidental 47,24                                                             | Ulrich Reich Alemania Occidental 47,42                                                      | Wolfgang Müller República Democrática Alemana 47,42                                                  |
| 800 m (12.03)             | Jozef Plachý Checoslovaquia 1:48,84                                                                 | Ivan Ivanov Unión Soviética 1:49,05                                                         | Francis González Francia 1:49,17                                                                     |
| 1500 m (12.03)            | Jacques Boxberger Francia 3:45,66                                                                   | Spilios Zacharopoulos · Grecia · 3:46,08                                                    | Jürgen May Alemania Occidental 3:46,42                                                               |
| 3000 m (12.03)            | Juris Grustins Unión Soviética 8:02,85                                                              | Yuri Alexashin Unión Soviética 8:03,20                                                      | Ulrich Brugger Alemania Occidental 8:05,07                                                           |
| 60 m vallas (12.03)       | Guy Drut Francia 6,51                                                                               | Manfred Schumann Alemania Occidental 6,58                                                   | Anatoli Moshiashvili Unión Soviética 6,59                                                            |
| Salto de altura (11.03)   | István Major · Hungría · 2,24 m                                                                     | Kęstutis Šapka Unión Soviética 2,22 m                                                       | Jüri Tarmak Unión Soviética 2,22 m                                                                   |
| Salto con pértiga (12.03) | Wolfgang Nordwig República Democrática Alemana 5,40                                                 | Hans Lagerqvist · Suecia · 5,40                                                             | Antti Kalliomäki · Finlandia · 5,30                                                                  |
| Salto de longitud (11.03) | Max Klauss República Democrática Alemana 8,02                                                       | Hans Baumgartner Alemania Occidental 7,99                                                   | Jaroslav Brož Checoslovaquia 7,88                                                                    |
| Salto triple (11.03)      | Viktor Saneyev Unión Soviética 16,97                                                                | Carol Corbu · Rumania · 16,89                                                               | Valentin Shevchenko Unión Soviética 16,73                                                            |
| Peso (12.03)              | Hartmut Briesenick República Democrática Alemana 20,67                                              | Władysław Komar · Polonia · 20,32                                                           | Jaroslav Brabec Checoslovaquia 19,94                                                                 |
| 4 x 2 vueltas (11.03)     | Polonia · 2:46,4 · Jan Werner · Waldemar Korycki · Ján Balachowski · Andrzej Badenski               | Alemania Occidental 2:46,9 Peter Bernreuther Rolf Krüsmann Georg Nückles Ulrich Reich       | Francia 2:50,2 Patrick Salvador André Paoli Michel Dach Gilles Bertould                              |
| 4 x 4 vueltas (12.03)     | Alemania Occidental 6:26,4 Thomas Wessinghage Harald Norpoth Paul-Heinz Wellmann Franz-Josef Kemper | Unión Soviética 6:27,0 Alexey Taranov Valeriy Taratynov Ivan Ivanov Stanislav Meshcherskich | Polonia · 6:27,6 · Zenon Szordykowski · Krzysztof Linkowski · Stanislaw Waskiewicz · Andrzej Kupczyk |

### Femenino
| Evento                    | Oro                                                       | Plata                                                  | Bronce                                            |
| ------------------------- | --------------------------------------------------------- | ------------------------------------------------------ | ------------------------------------------------- |
| 50 m (12.03)              | Renate Stecher República Democrática Alemana 6,25 s       | Annegret Richter Alemania Occidental 6,28 s            | Sylviane Telliez Francia 6,31 s                   |
| 400 m (12.03)             | Christel Frese Alemania Occidental 53,36                  | Inge Bödding Alemania Occidental 54,60                 | Erika Weinstein Alemania Occidental 54,73         |
| 800 m (12.03)             | Gunhild Hoffmeister República Democrática Alemana 2:04,83 | Ileana Silai · Rumania · 2:05,17                       | Svetla Zlateva Bulgaria 2:05,50                   |
| 1500 m (12.03)            | Tamara Pangelova Unión Soviética 4:14,62                  | Liudmila Bragina Unión Soviética 4:18,35               | Vasilena Amzina Bulgaria 4:18,84                  |
| 60 m vallas (11.03)       | Anneliese Ehrhardt República Democrática Alemana 6,85     | Teresa Sukniewicz · Polonia · 6,94                     | Grażyna Rabsztyn · Polonia · 7,05                 |
| Salto de altura (12.03)   | Rita Schmidt República Democrática Alemana 1,90 m         | Rita Gildemeister República Democrática Alemana 1,84 m | Yordanka Blagoyeva Bulgaria 1,84 m                |
| Salto de longitud (12.03) | Brigitte Roesen Alemania Occidental 6,58                  | Meta Antenen · Suiza · 6,42                            | Jarmila Nygrýnová Checoslovaquia 6,39             |
| Peso (11.03)              | Nadezhda Chizhova Unión Soviética 19,41                   | Antonina Ivanova Unión Soviética 18,54                 | Marianne Adam República Democrática Alemana 18,30 |
| 4 x 1 vuelta (11.03)      | Alemania Occidental 1:24,1                                | Francia 1:27,6                                         | Austria · 1:29,5                                  |
| 4 x 2 vueltas (12.03)     | Alemania Occidental 3:10,4                                | Unión Soviética 3:11,2                                 | Francia 3:11,3                                    |

## Medallero
| Núm. | País           | Oro | Plata | Bronce | Total |
| ---- | -------------- | --- | ----- | ------ | ----- |
| 1    | RDA            | 7   | 1     | 2      | 10    |
| 2    | RFA            | 6   | 6     | 3      | 15    |
| 3    | URSS           | 5   | 8     | 3      | 16    |
| 4    | Francia        | 2   | 1     | 4      | 7     |
| 5    | Polonia        | 1   | 2     | 2      | 5     |
| 6    | Checoslovaquia | 1   | 0     | 3      | 4     |
| 7    | Hungría        | 1   | 0     | 0      | 1     |
| 8    | Rumania        | 0   | 2     | 0      | 2     |
| 9    | Grecia         | 0   | 1     | 1      | 2     |
| 10   | Suecia         | 0   | 1     | 0      | 1     |
| 10   | Suiza          | 0   | 1     | 0      | 1     |
| 12   | Bulgaria       | 0   | 0     | 3      | 3     |
| 13   | Austria        | 0   | 0     | 1      | 1     |
| 13   | Finlandia      | 0   | 0     | 1      | 1     |
|      | TOTAL          | 23  | 23    | 23     | 69    |